# Still Standing EP
Still Standing EP è il primo EP registrato dagli Yellowcard, pubblicato nel 2000 dalla DIY Records. Subito dopo la sua uscita, il chitarrista Todd Clary lasciò il gruppo. Attualmente questo EP è fuori produzione.
Rock Star Land e Drifting sono state poi inserite anche nell'album One for the Kids.
Questo è il primo lavoro della band cui ha partecipato il cantante Ryan Key.

## Tracce
1. Rock Star Land – 5:41
2. Millennium Changed – 4:45
3. Radio Song Girl – 4:12
4. Drifting – 3:29

## Formazione
- Ryan Key - voce
- Todd Clary - chitarra
- Benjamin Harper - chitarra
- Sean Mackin - violino
- Warren Cooke - basso
- Longineu Parsons III - batteria